# ديفيد تود روي
ديفيد تود روي (بالإنجليزية: David Tod Roy)‏ هو مترجم أمريكي، ولد في 1933، وتوفي في 31 مايو 2016 بسبب تصلب جانبي ضموري.